# 约翰·坎贝尔 (航海家)
约翰·坎贝尔(英語：John Campbell，1720年—1790年12月16日)，英国航海家、海军军官。
坎贝尔出生于苏格兰的柯尔库布里郡。1758年，他在约翰·哈德利制作的八分仪基础上，将测量夹角从90度扩展到120度，从而制作出世界上第一座六分仪。
1790年，坎贝尔病逝于伦敦。